# Bundesvereinigung der Anstaltsleiterinnen und Anstaltsleiter im Justizvollzug
Die Bundesvereinigung der Anstaltsleiterinnen und Anstaltsleiter im Justizvollzug e. V. („bvaj“) ist eine Vereinigung von aktiven und ehemaligen Führungskräften des Justizvollzuges. Sie versteht sich als ein Zusammenschluss von Personen, die leitende Positionen im Justizvollzug ausüben, dafür bereits vorgesehen sind oder auch ausgeübt haben.
Sie bezweckt die Fortentwicklung und Durchführung eines menschenwürdigen Justizvollzugs nach den Vorgaben des Grundgesetzes sowie der europäischen und internationalen Standards. Der Verein unterstützt die leitend im Justizvollzug Tätigen bei der Erfüllung ihrer Aufgaben. Er will die berufliche und soziale Stellung der leitend im Justizvollzug Tätigen unterstützen und die kollegiale Zusammenarbeit pflegen. Parteipolitisch, weltanschaulich oder konfessionell betätigt sich der Verein nicht. Die Bundesvereinigung bietet ein Forum, in kollegialer Verbundenheit die mit dem Justizvollzug zusammenhängenden Fragen zu diskutieren, Lösungen zu erarbeiten sowie den Erfahrungsaustausch zu pflegen. Hierzu führt sie regelmäßige Arbeits- und Fortbildungstagungen durch. Die Bundesvereinigung gibt zu aktuellen Fragen und Problemen des Justizvollzugs Stellungnahmen gegenüber der Öffentlichkeit ab, berät legislative und exekutive Stellen im Vorfeld geplanter Gesetzgebungsvorhaben sowie hinsichtlich der Rechtsanwendung. Sie vermittelt hierzu Anregungen und erarbeitet Lösungsvorschläge. Sie wirkt in Grundsatzfragen der Aus- und Fortbildung der Justizvollzugsbediensteten mit. Die Bundesvereinigung verfolgt ausschließlich uneigennützige Zwecke.
Nach der Föderalismusreform von 2006 ist die Regelungskompetenz für die Materie Strafvollzug auf die Länder übergegangen. Ein bundesländerübergreifender Austausch hat damit noch mehr an Bedeutung gewonnen. 
Auf Anregung von Albert Krebs wurde die Bundesvereinigung zum Zwecke des Erfahrungsaustauschs und zur Mitwirkung im Rahmen der Weiterentwicklung des Justizvollzuges gegründet. Zunächst trafen sich im Oktober 1970 einige Anstaltsleiter in Frankfurt am Main. Es wurde von diesen ein vorbereitender Ausschuss mit den Anstaltsleitern Dieter Bandell, Diez/Lahn, Wilhelm Buhr, Saarbrücken, Ernst Greif, Lübeck und Gerhard Nagel, Ulm gebildet. Dieser Ausschuss erarbeitete eine Satzung, die an alle Anstaltsleiter der Bundesrepublik Deutschland verschickt wurde. Auf Grund der zahlreichen positiven Rückmeldungen wurde am 19./20. März 1971 in Bad Godesberg die Bundesvereinigung ins Leben gerufen. Leiter der Gründungsversammlung war Nagel. Anwesend waren unter anderem auch der Initiator Albert Krebs, Rudolf Sieverts (Universität Hamburg) und MD Cortes vom Bundesjustizministerium, der sich in der Vereinigung einen Gesprächspartner zum Erfahrungsaustausch erhoffte. Auch die Landesjustizverwaltungen hatten zur Gründungsversammlung Grußworte und Glückwünsche übersandt.
Gemäß der Satzung gibt es einen engeren und einen erweiterten Vorstand. Zum engeren Vorstand gehören die oder der 1. Vorsitzende und zwei weitere stellvertretende Vorsitzende sowie eine Schriftführerin oder ein Schriftführer und eine Schatzmeisterin oder ein Schatzmeister. Der erweiterte Vorstand setzt sich aus jeweils einem Vertreter aus den 16 Bundesländern zusammen. Beginnend mit Gerhard Nagel, der 15 Jahre lang der Vorsitzende war und die Bundesvereinigung maßgeblich geprägt hat, folgten im Vorsitz Harald Preusker, Dieter Bandell, Klaus Winchenbach, Wolfgang Fixson, Wilfried Schmalzbauer und Rolf Jacob. Seit 2021 bekleidet Yvonne Radetzki, Neumünster, das Amt der 1. Vorsitzenden. Die Ehrenmitgliedschaft wurde bisher Albert Krebs, Paul Kühling, Rolf Herrfahrdt und Josef Paintner verliehen. Die Mitgliederzahl stieg von 32 im Gründungsjahr auf heute über 300 an.
Länderübergreifende, jährlich durch die Bundesvereinigung veranstaltete, Tagungen zu bestimmten Themenbereichen sowie Schnuppertagungen für dienstjunge Kolleginnen und Kollegen vermitteln nicht nur Informationen, sondern ermöglichen einen bundesweiten Erfahrungsaustausch, bieten neue Perspektiven und verschaffen Anregungen für die eigene Arbeit. Diesen Zielen dienten auch internationale Studienreisen (in die USA, nach Italien, Frankreich, England, Schottland, Holland, Griechenland, Ungarn, Polen, Tschechische Republik, Schweden, Kanada und Südafrika) und internationale Tagungen in anderen Ländern sowie Tagungen mit anderen Berufsgruppen im Justizvollzug. So wurde 1993 von der Bundesvereinigung in Straubing ein Symposium mit 90 Anstaltsleitern und Anstaltsleiterinnen aus 27 europäischen Ländern organisiert. Die Jahrestagung 2006 wurde erstmals im Ausland und zwar in Pilsen (Tschechische Republik) durchgeführt. Die auf den Tagungen gehaltenen Vorträge und sonstigen Beiträge oder Aufsätze sowie Reiseberichte wurden zunächst in Tagesdokumentationen zusammengefasst oder separat als Sonderdrucke den Mitgliedern zugesandt. Die Tagungsdokumentationen wurden bis 1990 von Paul Kühling, danach von verschiedenen Mitgliedern und ab 1994 von Rolf Herrfahrdt zusammengestellt. Tagungsberichte, Berichte über Studienreisen und auch einzelne Beiträge wurden teils auch in der Zeitschrift für Strafvollzug und Straffälligenhilfe (heute: Forum Strafvollzug)) veröffentlicht. Von 1998 bis 2008 wurden Tagungsberichte und Vorträge in einer eigenen Schriftenreihe der Bundesvereinigung (ISBN 3-00-002508-1, ISBN 3-9806899 und ISBN 3-9806899-1-3 bis -9) von Rolf Herrfahrdt herausgegeben. Informationen über die Fachtagungen mit einzelnen Beiträgen sind heute auf der Homepage der Bundesvereinigung zu finden. Berichte über die Tagungen sind auch in der Fachzeitschrift Forum Strafvollzug worden.
Neben dem Ziel des fachlichen Austauschs und der Mitwirkung zu vollzugsrelevanten Themen ist es der Bundesvereinigung aber vor allem auch ein Anliegen, den Strafvollzug der Öffentlichkeit näher zu bringen und ihn transparenter zu machen. Nur eine hinreichende Transparenz kann Vorgänge nachvollziehbarer und verständlicher machen.
Die Bundesvereinigung steht in ständiger Verbindung zum Bundesjustizministerium und zu den Strafvollzugsabteilungen der Länderministerien. Auf jeder Jahrestagung gibt eine Vertreterin oder ein Vertreter des Bundesjustizministeriums einen Überblick über bundesgesetzliche und europäische Vorhaben auf dem Gebiet des Justizvollzuges.
Ende der 1970er Jahre hat die Bundesvereinigung zunächst einen Ausschuss zur Erarbeitung eines Gesetzentwurfes zum Untersuchungshaftvollzug gegründet, der von Gerhard Nagel geleitet wurde. Nach dem Tod von Gerhard Nagel übernahm 1986 den Vorsitz Rolf Herrfahrdt und der Ausschuss wurde in Arbeitskreis Recht umbenannt. Dem langjährigen Vorsitzenden Rolf Herrfahrdt folgte im Jahr 2017 Thomas Müller, Leiter der JVA Karlsruhe. Der Arbeitskreis Recht erarbeitet Stellungnahmen zu Gesetzesentwürfen und Gesetzesvorschläge sowie Thesen zu Einzelthemen des Justizvollzuges. Mitglieder des Arbeitskreises wurden und werden unter anderem zu Anhörungen beim Bundesverfassungsgericht oder bei den Länderparlamenten zu Grundsatzfragen des Justizvollzuges eingeladen.
Die Bundesvereinigung der Anstaltsleiterinnen und Anstaltsleiter im Justizvollzug e.V. konnte 2021 im Rahmen eines Festaktes am 17. September 2021 in Bad Honnef ihr 50-jähriges Bestehen feiern. Aus diesem Anlass wurde die Idee geboren, die Geschichte der bvaj in einer Festschrift aufzuschreiben. Diese ist unter dem Titel Von Strafanstaltsdirektoren zu Anstaltsleitungen als Band 7 der Schriftenreihe Forum Strafvollzug (ISBN 978-3-9820129-5-7) erschienen.